# François Falc'hun
François Falc'hun (Bourg-Blanc, 1909-1991). Lingüista i fonetista bretó, va ser sacerdot catòlic (1933) i nomenat canonge honorari el desembre de 1949. Professor universitari, primer a Rennes i després a Brest. Va ser autor de nombroses obres sobre la llengua bretona.

## Biografia

### Els primers anys de formació
Nascut el 20 d'abril de 1909 a Bourg-Blanc (prop de Brest) en una família pagesa, va fer els estudis primaris a Bourg-Blanc i després a à Plabennec abans d'entrar al col·legi de Saint-François a Lesneven el 1921. Escolaritzat en francès, escrigué: « El bretó fou l'única llengua que vaig parlar i entendre fins als 8 o 9 anys, […] mai m'he aturat de practicar-la i no ha passat gaire més d'un any que el bretó no hagi esdevingut de bell nou la meva llengua d'ús habitual durant un temps que ha variat entre quatre i dotze setmanes. En vaig començar el seu estudi a l'edat de quinze anys, al col·legi de Lesneven, sota la direcció del canonge Batany, autor d'una tesi sobre Luzel, i a qui dec, fora cap dubte, la meva vocació de celtista. »

### Formació com a filòleg
Establert a Yerres, prop de País, on exercí de sacerdot, preparà una llicenciatura en lletres clàssiques a l'Institut catòlic de Paris (1937). Seguí els cursos d'irlandès mitjà que Joseph Vendryes donà a l'École pratique des hautes études, els de gal·lès mitjà impartits per Marie-Louise Sjoestedt-Jonval, i els cursos de fonologia d'André Martinet. També seguí els cursos de lingüística d'Émile Benveniste al Collège de France i els cursos de dialectologia d'Albert Dauzat. Com a part del certificat de fonètica que preparà per a l'Institut de Fonètica de París, escrigué una memòria sobre les mutacions consonantiques del bretó. La professora Sjostedt-Jonval l'instà a escriure un article per a la revista Etudes Celtiques , que es publicà el desembre de 1938.

### Encontre amb Pierre Le Roux
A començament de 1939, Falc'hun fou recomanat pels seus professors de cèltic a Georges Henri Rivière. director del Musée national des arts et traditions populaires a París, que cercava un especialista per acompanyar el musicòleg Claudie Marcel-Dubois en la recerca dins la Baixa Bretanya. El MNATP, creat tan sols dos anys abans, organitzà la seva primera missió de folklore musical. Falc'hun va ser l'encarregat de la part lingüística de la missió, després de transcriure els textos dels cants recol·lectats sobre el terreny amb Claudie Marcel-Dubois.
Per a preparar-se per aquesta tasca, nova per a ell, Rivière li aconsellà de prendre contacte amb l'autor de l'Atlas linguistique de la Basse-Bretagne, Pierre Le Roux, professor de cèltic a la facultat de lletres de Rennes, per tal d'aprofitar la seva experiència de dialectòleg. Va ser aleshores que P. Le Roux parlà, per primera vegada, de la seva successió a la càtedra de cèltic a la Universitat de Rennes a François Falc'hun, que el reemplaçarà l'octubre de 1945, com encarregat de curs en primer lloc, i després com a titular de la Càtedra Cèltica al començament del curs acadèmic de 1951.

### François Falc'hun i el Bleun-Brug
Els bisbes de Bretanya van triar el 1956 el canonge François Falc'hun per succeir al canonge Visant Favé com a consiliari general de Bleun Brug. "En matèria bretona és d'una habilitat innegable, però massa intel·lectual, no s'arribarà a imposar, sobretot amb els tregoresos" que no acceptaren l'ortografia skolveurieg utilitzada normalment per Bleun-Brug. El canonge Falc'hun renuncià a la direcció de Bleun-Brug el 1959 i fou reemplaçat pel canonge Mévéllec. "  Les Cahiers du Bleun-Brug '" que havia creat el 1957 com una revista trimestral de reflexió doctrinal per completar " Bleun-Brug ", el butlletí oficial del moviment, no sobrevisqueren la seva sortida del moviment.

### Final de carrera a Brest
L'octubre de 1967, Falc'hun demanà passar a la Universitat de Brest. Allà hi ensenyà fins a la seva jubilació, l'octubre de 1978. Morí a Brest el 13 de juliol de 1991. Bourg-Blanc, on es va retirar, dedicà un carrer al "Chanoine Falc’hun". D'altra banda, la vila de Quimper, nomenà una de les seves vies com "Allée François Falc’hun".

## Les tesis lingüístiques de Falc'hun
El 1941, Falc'hun es dedicà a la preparació d'una tesi sobre les mutacions consonàntiques inicials en bretó. El setembre de 1944, Pierre Fouché, director de l'Institut de Fonètica de París, la considerà no presentable, ja que es basava en "una teoria de base física i fisiològica que xocava de front amb les idees llavors dominants a França". Lucien Wolff, degà de la Facultat de Lletres de Rennes, aconsellà Falc'hun de defensar la seva tesi a Rennes. Falc'hun reprengué els treballs, però els resumí per fer una tesi secundària mentre preparava la tesi principal sobre la història de la llengua bretona a partir de la geografia lingüística.
Defensà les seves dues tesis a Rennes el març de 1951. El 1954, la tesi principal obtingué el Premi Volney de l'Institut de França i va ser editada. El 1963 se'n publicà una reedició amb importants addicions, i encara el 1981 es tornà editar amb 107 pàgines de nous afegits. La tesi secundària, que tracta del sistema consonàntic del bretó amb un estudi comparatiu de fonètica experimental, es publicà el 1951, i fou reeditada parcialment el 2005 amb el títol Études sur la langue bretonne: système consonantique, mutations et accentuation.
F. Falc’hun defensà que la llengua bretona és « una barreja de gal armoricà i de britònic insular en percentatges variables segons les regions ». Així, segons ell, « el bretó descendiria del gal influenciat pel grec» i no del britònic. « Estic convençut, escrigué, que el dialecte de Vannes, sobretot al sud del Blavet, és una supervivència gala poc influenciada per l'aportació bretona i pels altres dialectes, un gal simplement més marcat per la llengua dels immigrants d'origen insular». La tesi de Falc'hun era contrària a la de Joseph Loth i de Léon Fleuriot. Dit això, però, Fleuriot hi va coincidir al final de la seva vida, considerant que els gals no s'havien extingit a Armòrica quan els bretons hi arribaren.